# Fritz Künzli
Fritz Künzli (8. ledna 1946, Glarus – 22. prosince 2019, Zollikerberg) byl švýcarský fotbalista, útočník. Byl třikrát nejlepším střelcem švýcarské fotbalové ligy

## Fotbalová kariéra
Začínal v týmu FC Glarus.
Vw švýcarské lize hrál za FC Curych, FC Winterthur a Lausanne Sports, nastoupil ve 311 ligových utkáních a dal 200 gólů. S FC Curych vyhrál dvakrát švýcarskou fotbalovou ligu a čtyřikrát švýcarský fotbalový pohár. V Poháru mistrů evropských zemí nastoupil ve 4 utkáních a dal 2 góly, v Poháru vítězů pohárů nastoupil v 6 utkáních a dal 7 gólů, v Poháru UEFA nastoupil ve 4 utkáních a ve Veletržním poháru nastoupil v 10 utkáních a dal 2 góly. Za švýcarskou reprezentaci nastoupil v letech 1965–1977 ve 44 utkáních a dal 15 gólů. Byl členem švýcarské reprezentace na Mistrovství světa ve fotbale 1966, nastoupil ve 2 utkáních.

## Ligová bilance
| Ročník                       | Zápasy | Góly | Klub              |
| ---------------------------- | ------ | ---- | ----------------- |
| 1. švýcarská liga 1964/1965  | 15     | 9    | FC Curych         |
| 1. švýcarská liga 1965/1966  | 25     | 18   | FC Curych         |
| 1. švýcarská liga 1966/1967  | 25     | 24   | FC Curych         |
| 1. švýcarská liga 1967/1968  | 26     | 28   | FC Curych         |
| 1. švýcarská liga 1968/1969  | 26     | 22   | FC Curych         |
| 1. švýcarská liga 1969/1970  | 25     | 19   | FC Curych         |
| 1. švýcarská liga 1970/1971  | 25     | 12   | FC Curych         |
| 1. švýcarská liga 1971/1972  | 26     | 17   | FC Curych         |
| 1. švýcarská liga 1972/1973  | 19     | 8    | FC Curych         |
| 1. švýcarská liga 1973/1974  | 20     | 4    | FC Winterthur     |
| 1. švýcarská liga 19742/1975 | 20     | 6    | FC Winterthur     |
| 1. švýcarská liga 1975/1976  | 12     | 5    | FC Winterthur     |
| 1. švýcarská liga 1976/1977  | 13     | 6    | Lausanne Sports   |
| 1. švýcarská liga 1977/1978  | 25     | 20   | Lausanne Sports   |
| NASL 1988                    | 2      | 1    | San Diego Sockers |
| NASL 1988                    | 8      | 2    | Houston Hurricane |
| 1. švýcarská liga 1978/1979  | 9      | 2    | Lausanne Sports   |
| CELKEM 1. švýcarská liga     | 311    | 200  |                   |